# Lethal Bizzle

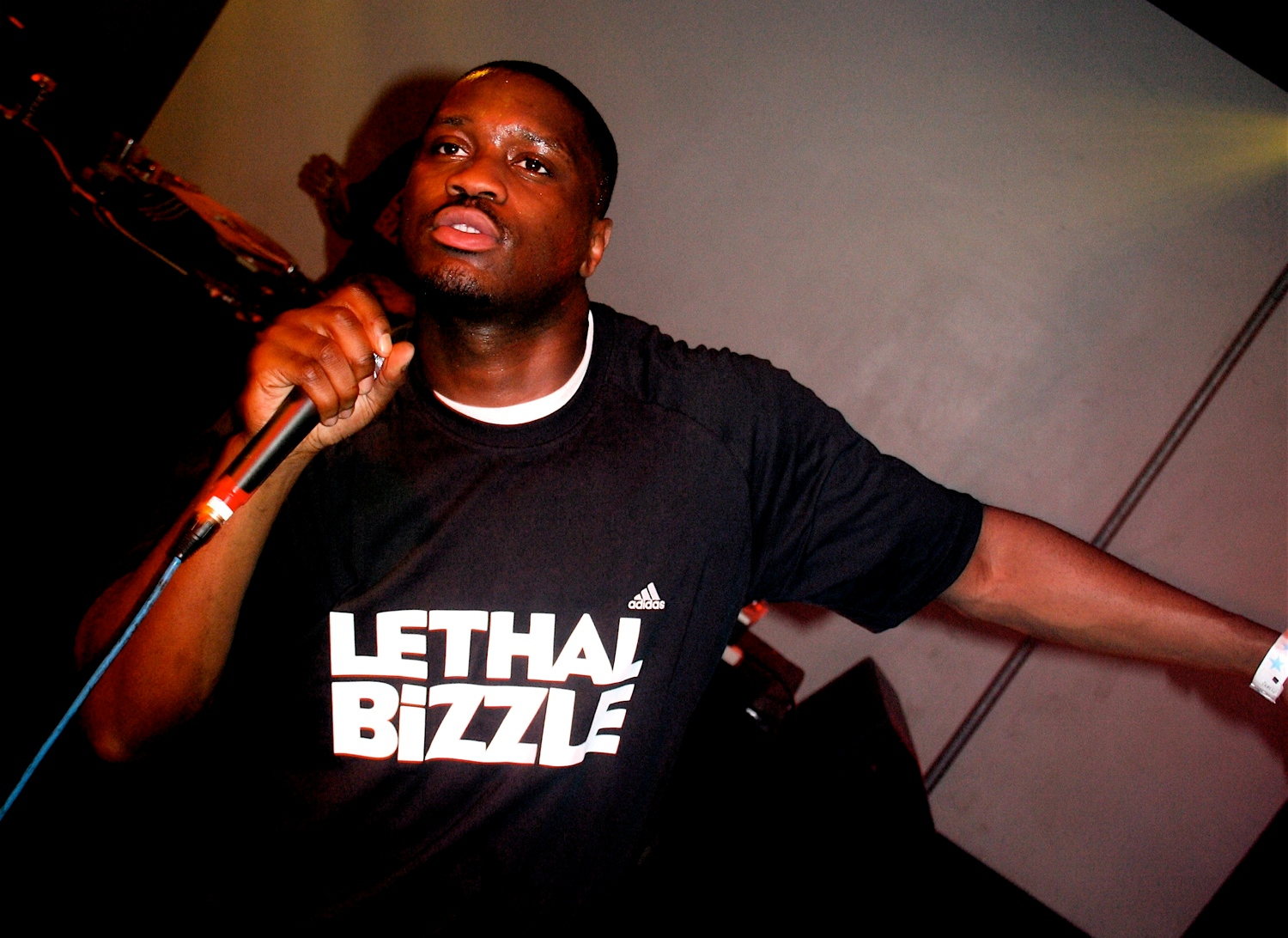
Lethal Bizzle (2011)

Lethal Bizzle (* 1983 in Walthamstow; bürgerlich: Maxwell Ansah) ist ein Musiker aus der britischen Grimeszene.

## Leben
Maxwell Ansah wurde in Walthamstow bei London als Kind zweier Ghanaer geboren. Drum and Bass war die erste Musik, für die er sich interessierte, bevor er sich Rappern wie Nas und Notorious B.I.G. sowie dem Wu-Tang Clan zuwandte. Zusammen mit Ozzi B begann er unter dem Rappernamen Lethal Bizzle schon während der Schulzeit zu rappen und als sie Neeko kennenlernten, schlossen sie sich 2000 zur More Fire Crew zusammen. Über die lokalen Untergrundsender verbreiteten sie ihre Musik und schließlich wurde auch Pete Tong und die BBC auf sie aufmerksam. Sie bekamen einen Plattenvertrag und mit dem Produzenten Platinum 45 brachten sie 2002 die Single Oi! heraus, die einer der ersten landesweiten Grime-Hits wurde und in die Top 10 der britischen Charts kam. Ihr Debütalbum floppte aber und nachdem auch eine weitere Single die Top 40 verfehlte, verloren sie ihren Plattenvertrag wieder.
Lethal Bizzle, der nach dem anfänglichen Erfolg die Schule zugunsten der Musikkarriere verlassen hatte, gründete daraufhin ein eigenes Label und veröffentlichte Ende 2004 seine erste Solosingle Pow (Forward) über V2 Records. Er schaffte es auf Platz 11 der Charts und wurde mit einem MOBO Award für die Single des Jahres ausgezeichnet, obwohl große Radiostationen und Clubs den Song wegen gewaltverherrlichender Textzeilen boykottierten. Damit machte er sich gleichzeitig auch in den Staaten einen Namen und Rapper wie Busta Rhymes wurden auf ihn aufmerksam. Beide brachten ein Remake heraus, bei dem auch Dizzee Rascal mitwirkte.
Acht Monate später veröffentlichte er sein Debütalbum Against All Oddz, das es ebenso wie drei weitere Songs in die Charts schaffte. 2006 kam zu einer Auseinandersetzung über die Medien mit Premierminister David Cameron. Dieser hatte Lethal Bizzle stellvertretend für die gewaltbereite Grime-Kultur angegriffen, worauf er sich öffentlich rechtfertigte. Back to Bizznizz hieß das zweite Album, das er 2007 veröffentlichte. Es kam erneut in die Charts, ebenso wie zwei Songs daraus.
Danach schloss er sich erneut mit Ozzi B unter dem Namen Fire Camp zusammen. Außerdem trennte er sich vom Label V2 und brachte 2009 sein drittes Soloalbum Go Hard über Search & Destroy heraus. Beide Unternehmungen brachten aber keine weiteren Erfolge. Auch ein Best-of-Album zwei Jahre später fand bis auf eine Neuaufnahme von Pow wenig Beachtung. An Pow 2011 waren andere Grime-Stars wie Jme, Wiley und Chipmunk beteiligt und brachten die neue Version immerhin bis auf Platz 33.
In der ersten Hälfte der 2010er veröffentlichte er weiter regelmäßig Singles, ohne aber ein weiteres Album zu präsentieren. Die Songs kamen auch weiterhin in die Charts, mit RariWorkOut und Fester Skank erreichte er 2014 bzw. 2015 jeweils Platz 11 und verpasste damit seinen ersten Top-10-Hit knapp. Seine letzte Chartplatzierung gelang ihm 2017 mit einer EP, seiner ersten größeren Veröffentlichung nach acht Jahren: You’ll Never Make a Million from Grime erreichte noch einmal Platz 75 der Albumcharts.

## Diskografie

### Studioalben
| Jahr | Titel            | Höchstplatzierung, Gesamtwochen, AuszeichnungChartsChartplatzierungen (Jahr, Titel, Platzierungen, Wochen, Auszeichnungen, Anmerkungen) | Anmerkungen                           |
| Jahr | Titel            | UK | Anmerkungen                           |
| ---- | ---------------- | --- | ------------------------------------- |
| 2005 | Against All Oddz | UK89 (1 Wo.)UK | Erstveröffentlichung: 15. August 2005 |
| 2007 | Back to Bizznizz | UK86 (1 Wo.)UK | Erstveröffentlichung: 23. Juli 2007   |

Weitere Studioalben
- 2009: Go Hard

### Kompilationen
- 2011: Best of Bizzle

### Mixtapes
- 2007: Da Bizzle Mixtape

### EPs
| Jahr | Titel                                  | Höchstplatzierung, Gesamtwochen, AuszeichnungChartsChartplatzierungen (Jahr, Titel, Platzierungen, Wochen, Auszeichnungen, Anmerkungen) | Anmerkungen                       |
| Jahr | Titel                                  | UK | Anmerkungen                       |
| ---- | -------------------------------------- | --- | --------------------------------- |
| 2017 | You’ll Never Make a Million from Grime | UK75 (1 Wo.)UK | Erstveröffentlichung: 5. Mai 2017 |

### Singles
| Jahr | Titel Album                        | Höchstplatzierung, Gesamtwochen, AuszeichnungChartsChartplatzierungen (Jahr, Titel, Album, Platzierungen, Wochen, Auszeichnungen, Anmerkungen) | Anmerkungen                                               |
| Jahr | Titel Album                        | UK | Anmerkungen                                               |
| ---- | ---------------------------------- | --- | --------------------------------------------------------- |
| 2004 | Pow (Forward) –                    | UK11 (7 Wo.)UK | Erstveröffentlichung: 25. Oktober 2004                    |
| 2005 | Uh Oh (I’m Back) Against All Oddz  | UK47 (3 Wo.)UK |                                                           |
| 2005 | Fire Against All Oddz              | UK34 (4 Wo.)UK | Erstveröffentlichung: 17. Oktober 2005                    |
| 2005 | What We Do Against All Oddz        | UK23 (5 Wo.)UK | mit Kray Twinz, Gappy Ranks & Twista                      |
| 2007 | Bizzle Bizzle Back to Bizznizz     | UK99 (1 Wo.)UK |                                                           |
| 2007 | Police on My Back Back to Bizznizz | UK37 (3 Wo.)UK |                                                           |
| 2009 | Go Hard                            | UK79 (3 Wo.)UK |                                                           |
| 2011 | Pow 2011 Best of Bizzle            | UK33 Silber · (2 Wo.)UK | feat. Grime All Stars                                     |
| 2011 | Mind Spinning –                    | UK73 (1 Wo.)UK |                                                           |
| 2013 | Not a Saint –                      | UK20 (3 Wo.)UK | mit Donae’O vs. Vato Gonzalez                             |
| 2013 | They Got It Wrong –                | UK74 (1 Wo.)UK | Erstveröffentlichung: 21. April 2013 feat. Wiley          |
| 2013 | Party Right –                      | UK29 (2 Wo.)UK | Erstveröffentlichung: 8. September 2013 feat. Ruby Goe    |
| 2014 | The Drop –                         | UK20 (2 Wo.)UK | Erstveröffentlichung: 1. Juni 2014 feat. Cherri Voncelle  |
| 2014 | RariWorkOut –                      | UK11 Silber · (3 Wo.)UK | Erstveröffentlichung: 31. August 2014 feat. Jme & Tempa T |
| 2015 | Fester Skank –                     | UK11 Platin · (19 Wo.)UK | Erstveröffentlichung: 12. April 2015 feat. Diztortion     |
| 2015 | Playground –                       | UK79 (1 Wo.)UK | Erstveröffentlichung: 16. Juli 2015 mit Shakka            |
| 2015 | Dude –                             | UK49 (1 Wo.)UK | Erstveröffentlichung: 30. Oktober 2015 mit Stormzy        |
| 2016 | Wobble –                           | UK98 (1 Wo.)UK | Erstveröffentlichung: 20. Mai 2016                        |